# Presque 40 ans de blues
 (mai 2022).
Albums de Gerry Boulet
Rendez-vous doux
Presque 40 ans de blues est le premier album studio de Gerry Boulet paru en 1984 en disque de vinyle.
L'album est ré-édité sur disque compact en 1991 sous le nom de Gerry et comprend deux pistes supplémentaires, Café Rimbeau et City night.

## Titres
| 1. | Leurre du temps        | Pierre Côté        |                          | 3:26 |
| 2. | Le roi de la marchette | Michel Latraverse  | Batterie : Justin Boulet | 2:41 |
| 3. | Nostalgie              | Michel Latraverse  | Orgue : Dan Bigras       | 4:00 |
| 4. | Slack la poulie        | André St. Denis    |                          | 2:54 |
| 5. | 40 ans de blues        | Jean-Pierre Alonzo |                          | 4:05 |

| 1. | Le serre volant                 | Michel Latraverse | Violoncelle : Claude Hamelin  | 2:47 |
| 2. | Pendant qu'j'suis là qui t'aime | Pierre Huet       | Voix : Kathleen Dyson Olivier | 3:58 |
| 3. | Les bleus d'mémoire             | Pierre Côté       | Piano : Dan Bigras            | 3:46 |
| 4. | Elle et moi                     | Michel Latraverse |                               | 3:52 |
| 5. | Corps à Corps                   |                   |                               | 3:42 |

## Musiciens
- Gerry Boulet : Piano, chant
- Johnny Gravel, Richard Paré, Yves Légaré : Guitare
- Breen Leboeuf : Basse, chœurs
- Pat Martel, Robert Harrisson : Batterie
- Alain Lamontagne : Harmonica
- Richard Trépanier : Saxophone
- Pierre Sickini : Trompette
- Robert Thériault : Trombone

## Crédits
- Prise de son et mixage : Studio Multisons (Jacques Bigras assisté de Raymond Du Berger) sauf A3 et B3, enregistrés au Studio Tempo par Michel Lachance
- Graphisme : Marcel Cadieux
- Photo : Étienne Côté